# Гальстен Стенкілссон
Гальстен Стенкілссон (нар. 1050 — пом. 1084) — король Швеції у 1067–1070 та 1079–1084.

## Життєпис
Походив з династії Стенкілів. Син Стенкіля, короля Швеції. Після смерті батька у 1066 році підтримав свого брата Еріка проти повсталих поганських аристократів. Саме Гальстен завершив цю війну після смерті брата у 1067 й став новим королем. Був прихильником християнства, намагався остаточно знищити поганські звичаї. Це викликало у 1070 повстання поганської аристократії, внаслідок чого Гальстена було скинуто з трону. Новим королем став його зведений брат-поганин Гокан. Тоді ж висунув свої вимоги на трон Анунд Ґордський, інший родич Гальстена та Гокана.
Втім незабаром Анунд загинув, а Гальстен разом з іншим братом Інґе розпочав боротьбу з Гоканом за трон, яка завершилася у 1079 цілковитою перемогою Гальстена та Інґе. Помер у 1084.

## Родина
- Філіп (д/н—1118)
- Інґе (д/н—1125)